# دوستان یکرنگ
دوستان یکرنگ فیلمی به کارگردانی و نویسندگی عباس شباویز محصول سال ۱۳۳۹ است.

## خلاصه داستان
چهار دوست مشترکاً پانسیونی تأسیس کرده و هر کدام به نوبت گارسون، آشپز، دربان و رئیس می‌شوند…

## بازیگران
- علی تابش
- شهین
- حیدر صارمی
- عباس مصدق
- رضا مانی
- احمد قدکچیان
- عبدی
- پرخیده
- نیکتاج صبری
- منوچهر طایفه
- جواد تقدسی
- عزت حسنعلی